# Бобровники-Малі
Бобровники-Малі (пол. Bobrowniki Małe) — село в Польщі, у гміні Вешхославиці Тарнівського повіту Малопольського воєводства.
Населення — 887 осіб (2011).
У 1975-1998 роках село належало до Тарнівського воєводства.

## Демографія
Демографічна структура станом на 31 березня 2011 року:
|          | Загалом | Допрацездатний вік | Працездатний вік | Постпрацездатний вік |
| -------- | ------- | ------------------ | ---------------- | -------------------- |
| Чоловіки | 439     | 97                 | 288              | 54                   |
| Жінки    | 448     | 88                 | 261              | 99                   |
| Разом    | 887     | 185                | 549              | 153                  |